# Gnus
Die Gnus (Connochaetes, das einzelne Tier das Gnu, entweder Bulle oder Kuh) sind eine Gattung afrikanischer Antilopen, die in großen Herden leben und zur Gruppe der Kuhantilopen gehören. Ursprünglich wurden als Arten innerhalb dieser Gattung nur das Weißschwanzgnu und das Streifengnu unterschieden. Mittlerweile wird den zuvor als Unterart des Streifengnus eingeordneten Östlichen Weißbartgnus, Weißbindengnus und Serengeti-Weißbartgnus ebenfalls ein Art-Status zugebilligt.
Der Bestand betrug zu Beginn des 21. Jahrhunderts rund 1,5 Millionen Gnus. Damit gelten Gnus als Schlüsselart. Die häufigste Art ist das Serengeti-Weißbartgnu mit 1,3 Millionen Individuen, der Verbreitungsschwerpunkt der Gattung liegt entsprechend im Osten Afrikas.  Die seltenste Art ist das Östliche Weißbartgnu, dessen Bestand zwischen 6000 und 8000 Tieren beträgt.

## Merkmale

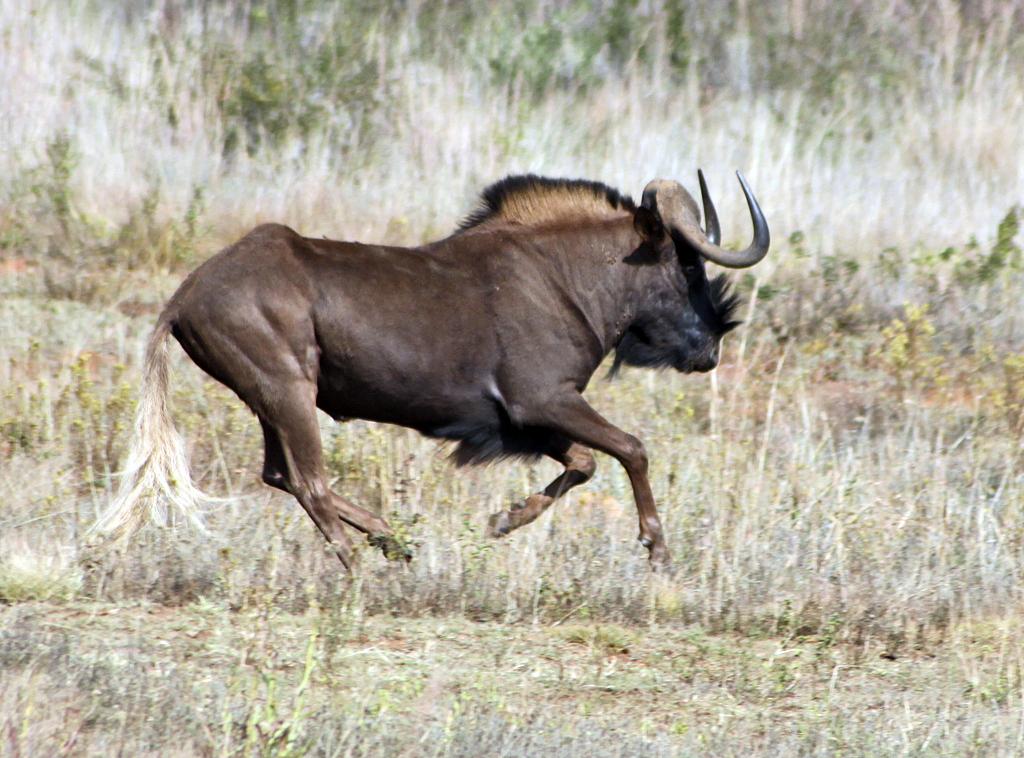
Galoppierendes Weißschwanzgnu

Der Kopf und die Hörner der Gnus haben rinderartige Merkmale. Die Hörner sind kurz, kräftig und bei beiden Geschlechtern vorhanden. Die Kopf-Rumpf-Länge beträgt etwa 2 m. Ausgewachsene Bullen des Streifengnus können eine Schulterhöhe von bis zu 156 cm erreichen. Bei den ausgewachsenen männlichen Serengeti-Weißbartgnus liegt die Schulterhöhe dagegen zwischen 110 und 134 cm. Die kleinste Art ist das Weißschwanzgnu, dessen Bullen eine Schulterhöhe von 110 bis 120 Zentimeter erreichen. Die Kühe haben im Durchschnitt eine etwas geringere Schulterhöhe als die Bullen.
Bullen der größeren Gnuarten können ein Körpergewicht von bis zu 250 Kilogramm erreichen, Bullen des Weißschwanzgnus als die kleinste Gnuart erreichen ein Körpergewicht von 180 Kilogramm. Das Körpergewicht der Kühe beträgt beim Streifengnu zwischen 190 und 215 Kilogramm, bei den Serengeti-Weißbartgnus dagegen 140 bis 180 Kilogramm und beim Weißschwanzgnu durchschnittlich 155 Kilogramm.
Die Fellfarbe ist je nach Art unterschiedlich. Streifengnus haben ein dunkel schiefergraues Fell mit auffälligen Querstreifen; die hellste Art ist dagegen das Serengeti-Weißbartgnu mit einem rotbräunlichen Fell.
Der Sexualdimorphismus bei Gnus ist nur gering ausgeprägt. Diese Eigenschaft wird bei einer Reihe von afrikanischen Antilopenarten beobachtet, die in einem Herdenverband leben und häufig auch weite Wanderungen unternehmen. Vermutet wird, dass der geringe Geschlechterunterschied es männlichen Tieren erlaubt, in der Herde zu leben, ohne dass dies zu einer erhöhten Aggressivität mit anderen männlichen Tieren des Herdenverbands führt. Es ermöglicht insbesondere heranwachsenden männlichen Tieren, im Schutz der Herde zu leben.

## Verbreitungsgebiet

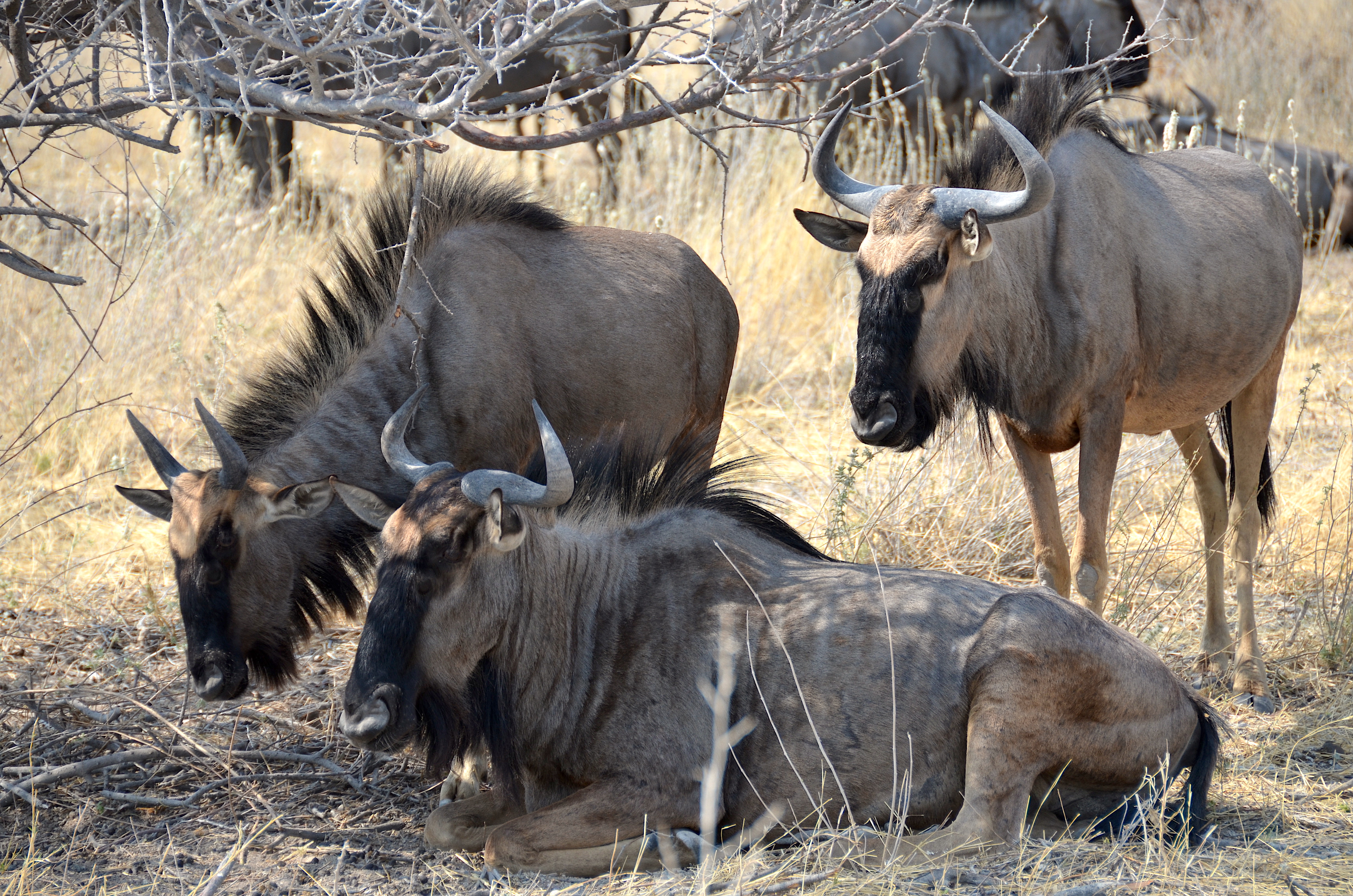
Streifengnus im Etoscha-Nationalpark

Das Verbreitungsgebiet der Gnus erstreckt sich über den Südosten und Süden Afrikas. Das nördlichste Verbreitungsgebiet befindet sich knapp südlich vom Äquator in Zentralkenia und erstreckt sich, abgesehen von der Demokratischen Republik Kongo, über alle Staaten des Subkontinents. Der Oranje und der Übergang von der Baumsavanne zum gemäßigten Klima des Highveld stellen die südliche Verbreitungsgrenze dar. Das auf der baumlosen Ebene des Highveld lebende Weißschwanz-Gnu ist die Gnu-Art mit dem südlichsten Verbreitungsgebiet. Trotz dieses sehr weiträumigen Verbreitungsgebietes liegt das Hauptvorkommen in der Serengeti. Dort leben heute rund 85 Prozent des weltweiten Gnu-Bestands, nachdem die Bestandszahlen in den anderen Regionen des Verbreitungsgebietes seit Beginn des 20. Jahrhunderts stark zurückgegangen sind.
Der Verlust an Lebensraum seit der Kolonialisierung des afrikanischen Kontinents hat dazu geführt, dass in weiten Teilen des Verbreitungsgebietes anstelle größerer wandernder Herden heute überwiegend kleine, mehr sesshafte Populationen typisch sind, die in geschützten Gebieten leben. Lebensraumverluste sind vor allem auf eine landwirtschaftliche Nutzung früherer Weidegebiete sowie die Errichtung von weitläufigen Zäunen zurückzuführen, die die Übertragung von Tierkrankheiten verhindern sollen. Im Etosha-Nationalpark lebten beispielsweise bis in die 1960er Jahre in bestimmten Jahreszeiten bis zu 30.000 Streifengnus. Etwa 10.000 der Tiere waren ganzjährig in der Region des Nationalparks anzutreffen. 20.000 Gnus wanderten während der Regenzeit aus dem Ovamboland in den Nationalpark. Nachdem ein Zaun diese Wanderungsroute unterbrach, ging die Gnu-Population im Etosha-Nationalpark auf 2000 bis 3000 Individuen zurück und ist seitdem auf diesem Niveau verblieben. In Botswana wurde auf Regierungsbetreiben in den späten 1980er Jahren entlang der Nordgrenze des Ghanzi Districts ein Schutzzaun errichtet, der in dieser Region die Möglichkeiten zur Hausrindhaltung verbessern sollte. Er schnitt großräumig den Zugang von Wildtieren aus dem Zentralgebiet der Kalahari zu Wasserstellen ab und führte 1988 zum Tod von 50.000 Gnus innerhalb von vier Monaten.
Gnus wurden außerdem in Regionen außerhalb ihres historischen Verbreitungsgebietes angesiedelt. So sind sie heute auch im östlichen Hochland von Simbabwe und in privaten Wildreservaten in küstennahen Regionen Namibias anzutreffen.

## Lebensraum

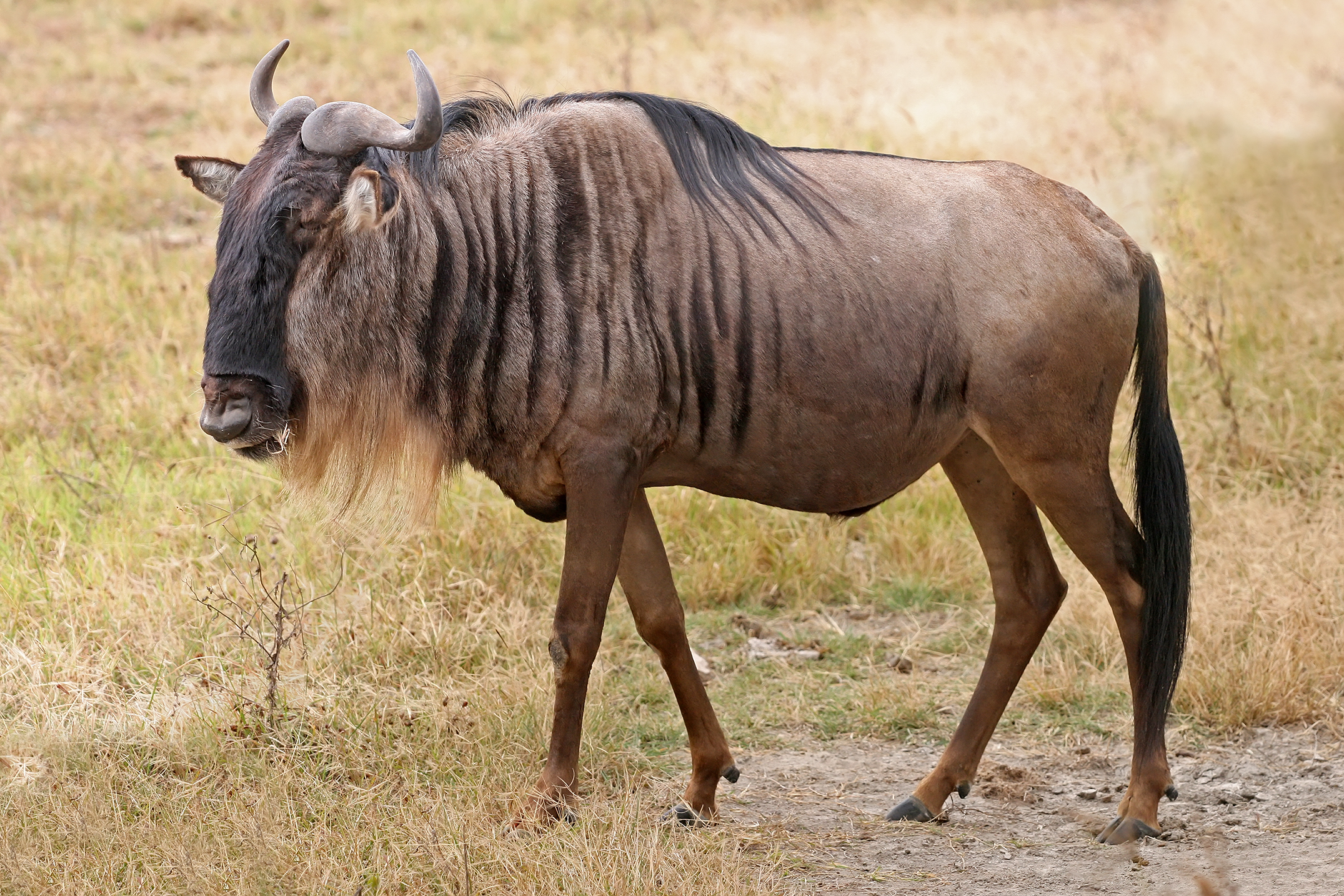
Serengeti-Weißbartgnu, Ngorongoro-Krater

Streifengnus, Östliche Weißbartgnus, Weißbindengnus und Serengeti-Weißbartgnus besiedeln die Savannenregionen mit Niederschlagsmengen zwischen 400 mm und 800 mm und kommen entsprechend in der Dornenstrauch- und Trockensavanne vor. Sie sind Arten der Ebenen und Weidegänger mit einer Präferenz für Flächen mit kurzwüchsigem Vegetationsbestand und am ehesten in solchen Regionen anzutreffen, die locker mit Akazien bestanden sind.  Während der Regenzeit sind sie auch in arideren Regionen ihres Verbreitungsgebietes anzutreffen, während sie sich während der Trockenzeit in Regionen versammeln, in denen hoher Niederschlag dazu führt, dass permanent Wasserstellen zur Verfügung stehen. Oberhalb von 1800 bis 2100 Höhenmeter sind Gnus selten, jedoch überqueren sie während ihrer saisonalen Wanderbewegungen auch Grasland in Bergregionen oder Hügelland.
Das Weißschwanzgnu als die südlichste Art besiedelte ursprünglich Teile von Südafrika, Swasiland und Lesotho und wurde in Swasiland und Lesotho bereits im 19. Jahrhundert durch starke Bejagung ausgerottet. Ursprünglich hielt es sich während der Trockenzeit im Grasland des klimatisch gemäßigten Highvelds auf und wanderte in der Regenzeit in die aridere Karoo. Diese Wanderungen finden heute nicht mehr statt – es kommt als sesshafte Art nur noch in Schutzgebieten vor, wurde mittlerweile jedoch in Lesotho und Swasiland wieder angesiedelt und erfolgreich in Namibia eingeführt.

## Lebensweise

### Wanderungen
Gnus sind vor allem für ihre Wanderungen bekannt. Allerdings wandern nicht alle Herden, da in vielen Regionen des Verbreitungsgebietes die Zersiedelung des Lebensraumes sowie weitläufig Zaunsysteme, die Hausrindherden schützen sollen, die Wanderungen unterbinden.
Auch von den  in der Serengeti lebenden Serengeti-Weißbartgnus wandern nicht alle Herden; es gibt sowohl im westlichen Korridor des Serengeti-Nationalparks, in der Masai Mara und im Ngorongoro-Krater sesshafte Herden. Die Wanderung der Serengeti-Weißbartgnus, der zahlenmäßig stärksten Art innerhalb der Gattung, ist jedoch unverändert einer der auffälligsten Tierzüge der Welt. Während der Regenzeit sind die Herden dieser Gnu-Art in den mineralstoffreichen Ebenen der südöstlichen Serengeti in Tansania zu finden. Gegen Ende Mai oder Anfang Juni endet die Regenzeit, und die Gräser verwelken. Die Gnus ziehen dann in einer Kolonne nordwärts über den Mara-Fluss in die Masai-Mara-Ebene in Südkenia. Dort finden sie aufgrund von Schauern vereinzelte Regionen mit starkem Graswachstum. Das Gras hier hat jedoch einen schweren Phosphormangel, so dass die Gnus mit dem Beginn der Regenzeit gegen Ende des Jahres in die Serengeti zurückkehren. Bei der dabei notwendigen Überquerung des Mara-Flusses werden die Gnus von Krokodilen erwartet, die hunderte von ihnen erbeuten.

### Herdenverband

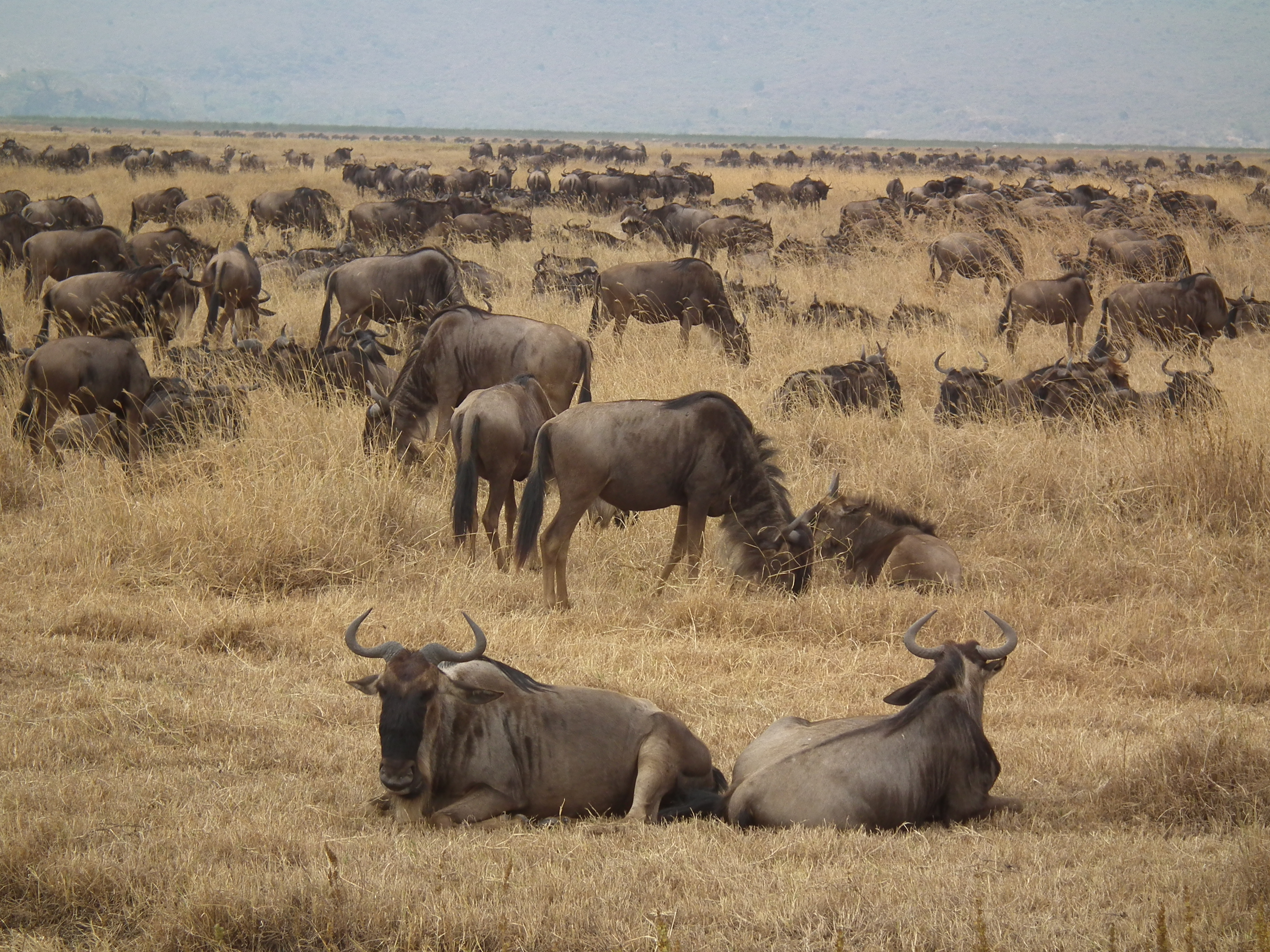
Serengeti-Weißbartgnus

Während in trockenen Habitaten Herden aus Gnus aller Altersgruppen und Geschlechter zusammengesetzt sein können, bilden Männchen und Weibchen für gewöhnlich jeweils getrennte Herden. Am ausgeprägtesten ist dies während der Zeit, in der die Kälber zur Welt kommen und sich innerhalb der Herden zahlreiche Subgruppierungen herausbilden. Tragende Kühe halten sich in dieser Zeit gewöhnlich in der Nähe anderer tragender Kühe auf und schließen sich, sobald sie gekalbt haben, anderen Kühen an, die säugende Jungtiere führen. Nichttragende Weibchen dagegen sind häufig in Herden nicht territorialer Männchen zu finden.
Wie bei zahlreichen anderen Antilopenarten liegen während des Tages ruhende Gnus in einer sternförmigen Anordnung, da sie sich beim Niederlegen gewöhnlich Rücken an Rücken legen.  Das hat zur Folge, dass die Tiere in unterschiedliche Richtungen sehen und Prädatoren so schneller entdecken. Nachts suchen sie die am geringsten mit Bäumen und Sträuchern bestandene Flächen auf und legen sich dort in linearen Formationen, die nicht breiter sind als etwa ein Dutzend Tiere und der Abstand zwischen den einzelnen Gnus so groß ist, dass andere Gnus die Formation durchqueren können. Nach Richard D. Este ist auch dies eine Anti-Prädatoren-Strategie. Im Falle eines Angriffs beispielsweise durch Tüpfelhyänen kann jedes Gnu sofort die Flucht ergreifen, ohne durch ein anderes Tier behindert zu werden.

### Fortpflanzung

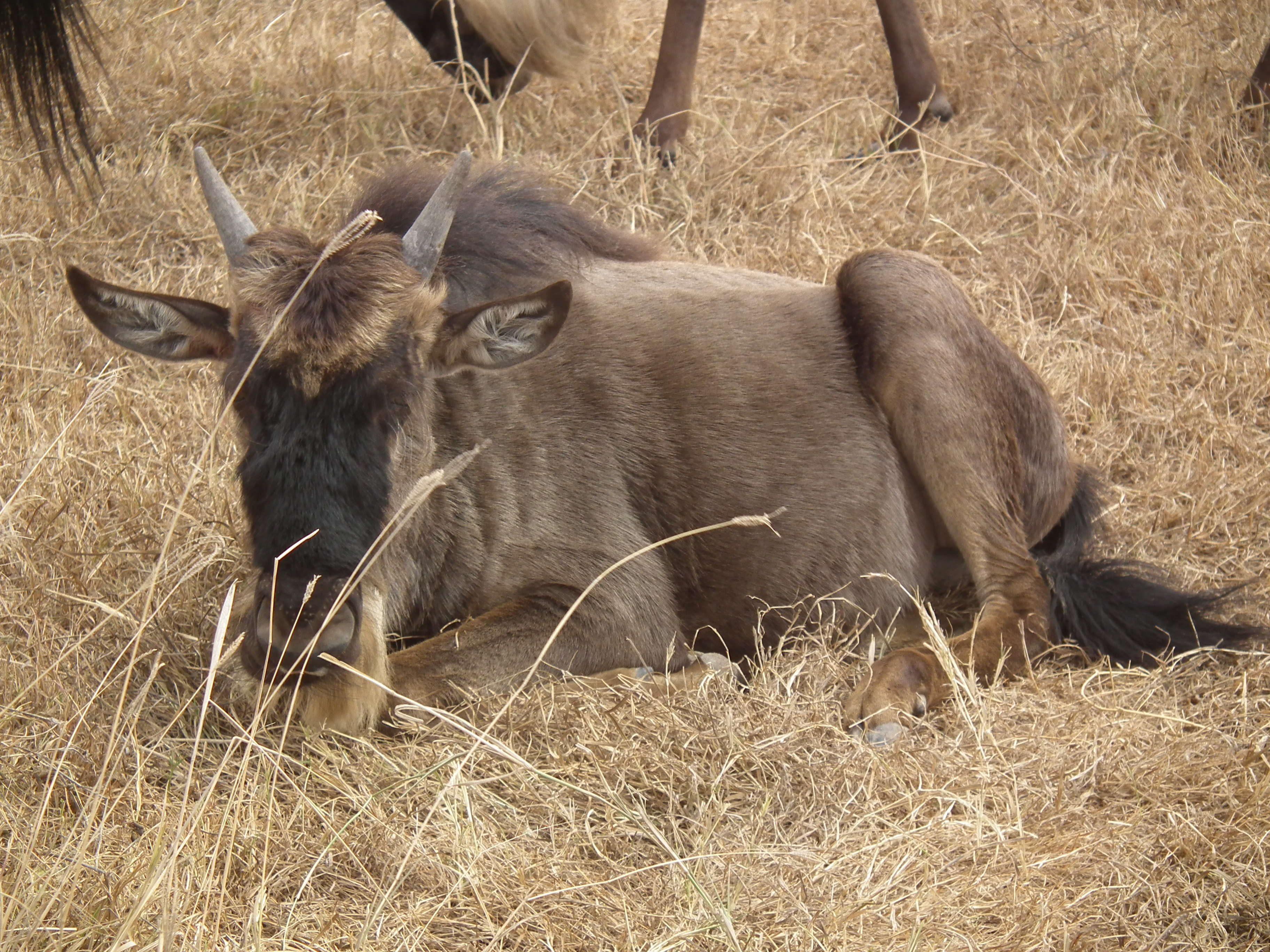
Jungtier des Serengeti-Weißbartgnus

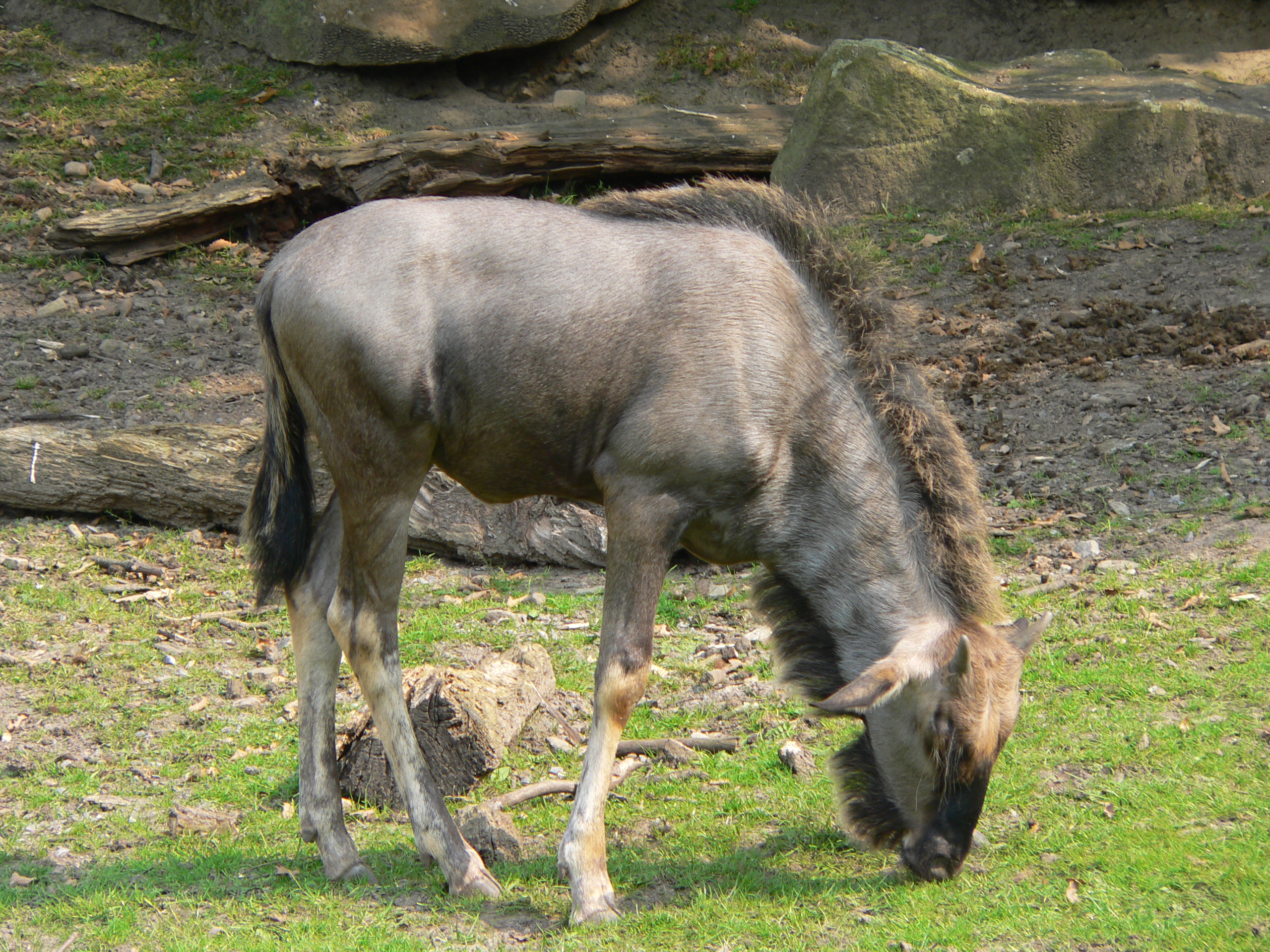
Jungtier des Streifengnus

Die Tragzeit der Gnus beträgt etwa neun Monate. Anschließend wird ein einziges Junges geboren, das für weitere neun Monate gesäugt wird. Das Geschlechterverhältnis ist zum Geburtszeitpunkt ausgeglichen: Es kommen etwa gleich viel männliche wie weibliche Kälber zur Welt. Ab dem Zeitpunkt, zu dem die Kälber sich von ihren Muttertieren absondern, verschiebt sich das Geschlechterverhältnis allmählich zu Gunsten der Weibchen. In sesshaften Populationen des Serengeti-Weißbartgnus kommen gelegentlich auf zwei Weibchen dann nur noch ein Bulle. Richard D. Estes führt dies darauf zurück, dass männliche Tiere in sesshaften Populationen einem höheren Stress ausgesetzt sind, da sie ständig um Reviere kämpfen und Junggesellengruppen sich tendenziell in den Randbereichen der Herde aufhalten, die schlechtere Lebensbedingungen bieten. Die Lebensdauer der Gnus beträgt bis zu zwanzig Jahre, allerdings werden die meisten lange vorher von Raubtieren gerissen.
In einem Alter von etwa neun Monaten verlassen die Kälber ihre Muttertiere und bilden unabhängig vom Geschlecht Jährlingsgruppen. Einige der weiblichen Jährlinge und eine geringe Zahl männlicher Jährlinge bleiben allerdings in den Kuhherden und folgen noch immer ihren jeweiligen Müttern. In ihrem zweiten Lebensjahr bilden diese Jungtiere zunehmend nach den Geschlechtern getrennte Gruppen. Ab dem Beginn des dritten Lebensjahres sind Weibchen äußerlich kaum noch von nichttragenden älteren Kühen zu unterscheiden. Beim Serengeti-Weißbartgnu werden rund 80 Prozent dieser weiblichen Jungtiere während der nächsten Brunft gedeckt, sie sind dann etwa 28 Monate alt.

### Bullen

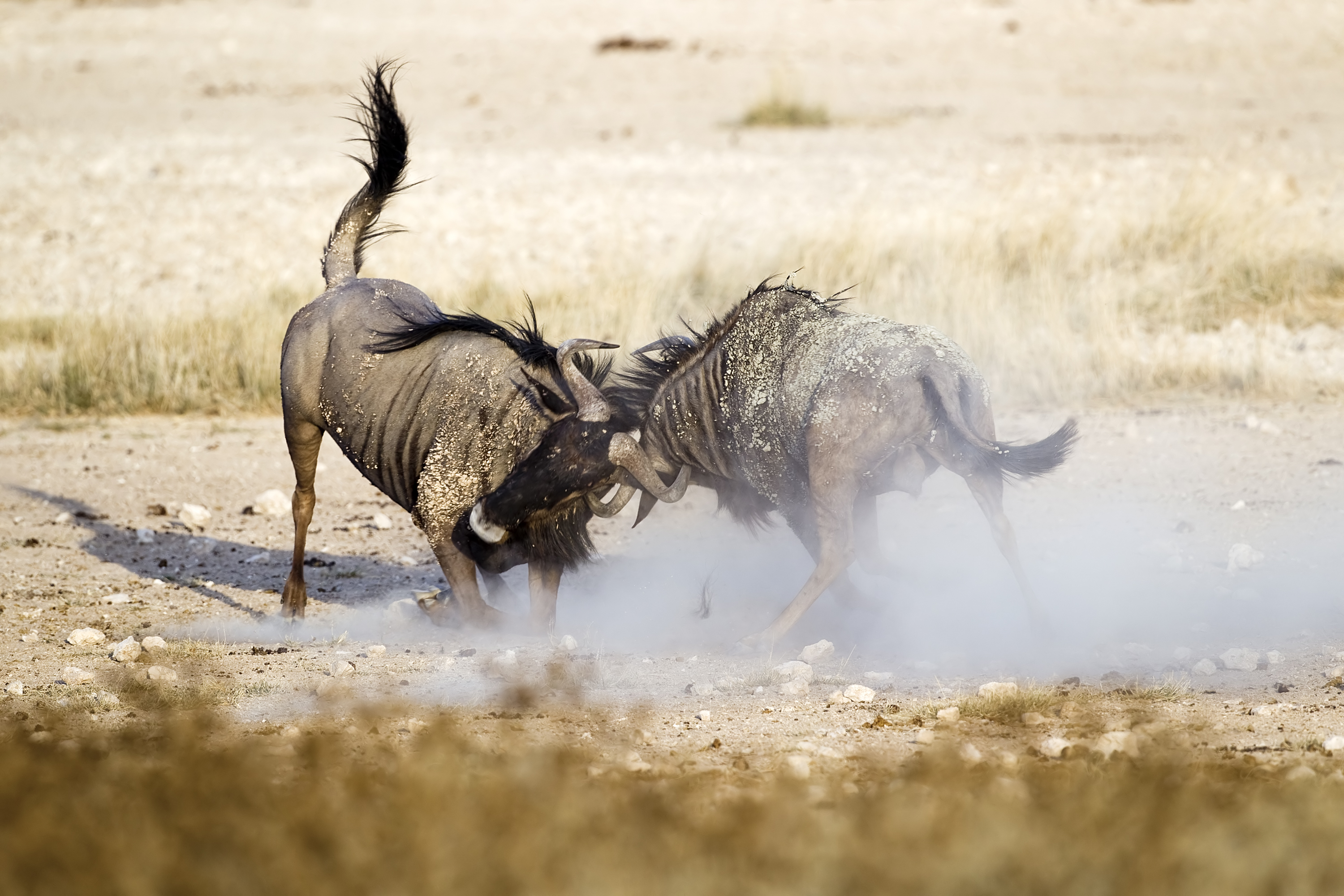
Kämpfende Gnubullen

Junge Bullen schließen sich ab ihrem zweiten Lebensjahr separaten Junggesellenverbänden an. Diese sind altersmäßig durchmischt, die jungen Bullen können von den älteren jedoch noch in ihrem dritten Lebensjahr äußerlich unterschieden werden, da ihre Hörner weniger kräftig ausgebildet sind und ihr Körperbau schlanker ist. Ihre körperliche Entwicklung schließen junge Bullen im vierten oder fünften Lebensjahr ab. Verglichen mit den Junggesellenverbänden nah verwandter Antilopenarten wie der Nordafrikanischen Kuhantilope, der Leierantilope und der Grant-Gazelle, bei denen die Bullen häufig miteinander kämpfen, sind die Angehörigen eines solchen Gnu-Junggesellenverbandes vergleichsweise wenig aggressiv untereinander. Richard D. Estes führt dies unter anderem darauf zurück, dass auch der Abstand territorialer Bullen zueinander geringer ist als bei diesen Arten und männliche Gnus daher generell toleranter gegenüber Geschlechtsgenossen sind.
Bullen versuchen ein Territorium zu etablieren, da nur ein solches ihnen die Chance zur Fortpflanzung bietet. Dieses Revier wird gegen andere Männchen verteidigt; solche Zusammentreffen haben ritualisierte Drohgebärden und Kämpfe mit den Hörnern zur Folge. Betritt eine Weibchenherde einen solchen Eigenbezirk, übernimmt das Männchen die Kontrolle über sie, verteidigt sie und paart sich mit ihnen, bis sie das Revier wieder verlassen. In Regionen mit einem geringen Bestand an Weißschwanzgnus beträgt der Abstand der Bullen etwa einen Kilometer voneinander. Der minimale Revierabstand in Regionen mit einem hohen Bestand an Weißschwanzgnus beträgt dagegen etwa 180 Meter. Deutlich kleiner sind die Reviere des Serengeti-Weißbartgnus: Im Ngorongoro-Krater wurden pro Quadratkilometer zwischen 57 und 85 territoriale Bullen gezählt.

## Beziehung zu anderen Tierarten

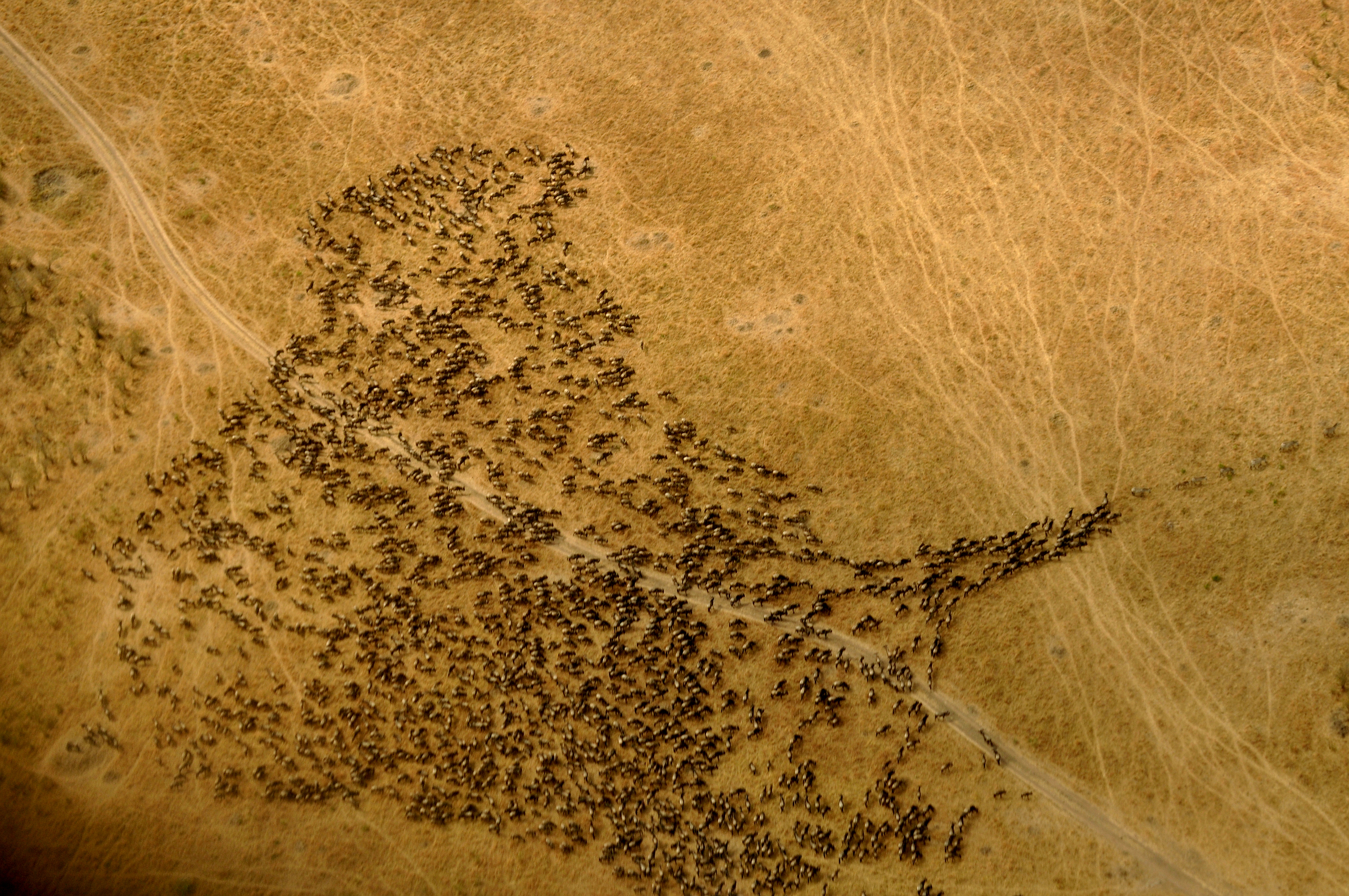
Ziehende Gnus im Serengeti-Nationalpark, sie folgen Zebras

Zu den Fressfeinden der Gnus zählen Löwen, Leoparden, Hyänen und der Afrikanische Wildhund sowie Krokodile. Gesunde, ausgewachsene Gnus verfügen über beträchtliche Körperkraft und können Angreifern deshalb erhebliche Verletzungen zufügen. In der Regel sind es Jungtiere sowie kranke Gnus, die von Prädatoren geschlagen werden. Flucht ist jedoch das typische Verhalten bei angreifenden Fressfeinden. Fliehende Gnus erreichen eine Geschwindigkeit von bis zu 80 km/h.
Ziehende Herden werden von Geiern begleitet, für die die Kadaver von Gnus eine wesentliche Nahrungsquelle darstellen. Etwa 70 Prozent der Gnu-Kadaver werden von Geiern gefressen. Der zahlenmäßige Rückgang an ziehenden Gnus hatte einen negativen Effekt auch auf die Geierpopulation.
In der offenen Savanne vermischen sich Herden von Zebras und Gnus und sind auch während der Wanderungen vergesellschaftet. Häufig sind es Zebraherden, die den Gnuherden vorangehen. Es besteht dabei eine gewisse ökologische Abhängigkeit, da Zebras die hohen, nährstoffärmeren Grasstände vertilgen, die Gnus hingegen die mittleren und nährstoffreicheren. Diese Vergesellschaftung verringert außerdem das Risiko, dass Fressfeinde sich anschleichen können. Gnus reagieren auch auf die Alarmrufe anderer Tierarten. So reagieren Gnus beispielsweise auf die Alarmrufe von Pavianen und sind in der Lage, diese sehr genau von anderen, ähnlich klingenden Rufen zu unterscheiden.

## Systematik
Die Gnus bilden eine Gattung aus der Familie der Hornträger (Bovidae). Innerhalb der Hornträger werden sie zur Unterfamilie der Antilopinae und zur Tribus der Kuhantilopen (Alcelaphini) gestellt. Die nächsten Verwandten der Gnus bilden dadurch die Eigentlichen Kuhantilopen (Alcelaphus), die Leierantilopen (Damaliscus) und die Hunter-Antilope (Beatragus). Allgemein zeichnen sich Kuhantilopen durch ihren großen Körperbau mit charakteristisch hoher Lage der Schulter sowie abfallendem Rücken, durch die quer gerippten Hörner und die tiefen Drüsengruben im Gesicht aus. Weitere Merkmale finden sich in dem langen Schädel und den großen Hohlräumen in der Stirn, die bis in die Ansätze der Hörner reichen. Molekulargenetischen Untersuchungen zufolge bilden die Gnus die Schwestergruppe zu allen anderen Kuhantilopen, sie trennten sich bereits im Oberen Miozän von den anderen Linien ab.
Ursprünglich wurden als Arten innerhalb dieser Gattung nur das Weißschwanzgnu und das Streifengnu unterschieden. Während einer Revision der Hornträger, die Colin Peter Groves und Peter Grubb im Jahr 2011 vorlegten, wurden einige Formen, die ursprünglich als Unterarten des Streifengnus galten, in den Artstatus erhoben. Folgende Arten werden dadurch heute anerkannt:

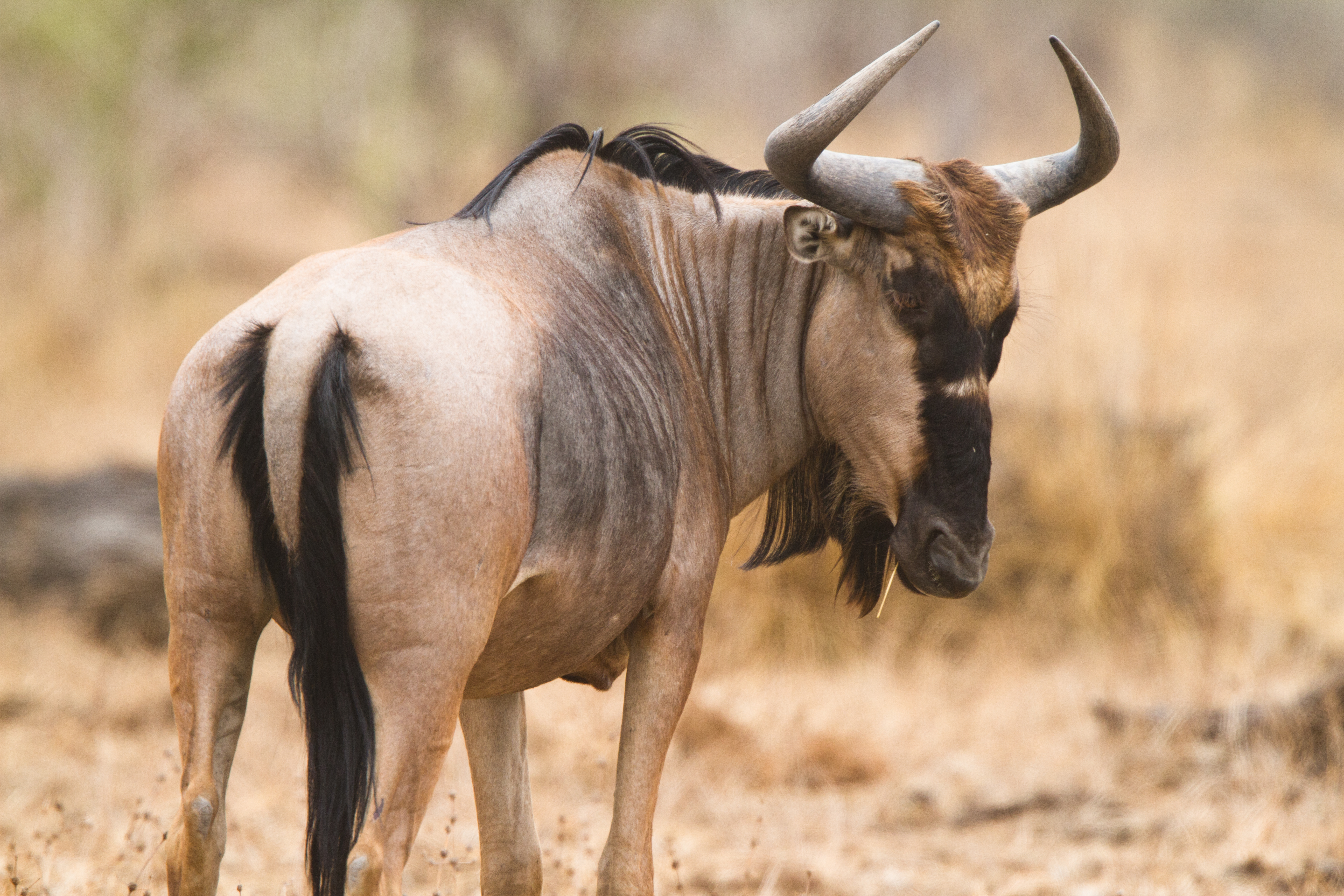
Weißbindengnu

- Weißbartgnu oder Östliches Weißbartgnu (Connochaetes albojubatus Thomas, 1892)
- Weißschwanzgnu (Connochaetes gnou (Zimmermann, 1780))
- Weißbindengnu oder Njassa-Gnu (Connochaetes johnstoni Sclater, 1896)
- Serengeti-Weißbartgnu oder Westliches Weißbartgnu (Connochaetes mearnsi (Heller, 1913))
- Streifengnu (Connochaetes taurinus (Burchell, 1824))

Die wissenschaftliche Erstbeschreibung der Gattung Connochaetes erfolgte durch Martin Lichtenstein im Jahr 1812. Lichtenstein versuchte sich in seiner Veröffentlichung an der Gliederung der Antilopen und stellte Connochaetes als langschwänzige Form mit Mähne und Tränensäcken heraus, bei der beide Geschlechter Hörner tragen.

## Menschen und Gnus

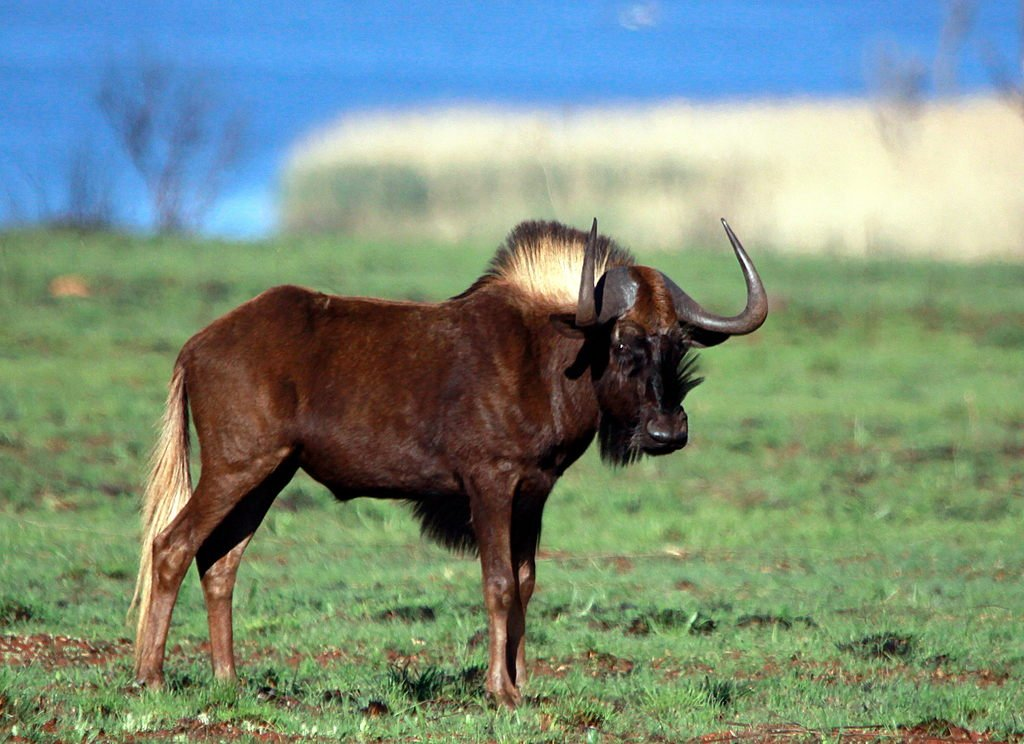
Weißschwanzgnu

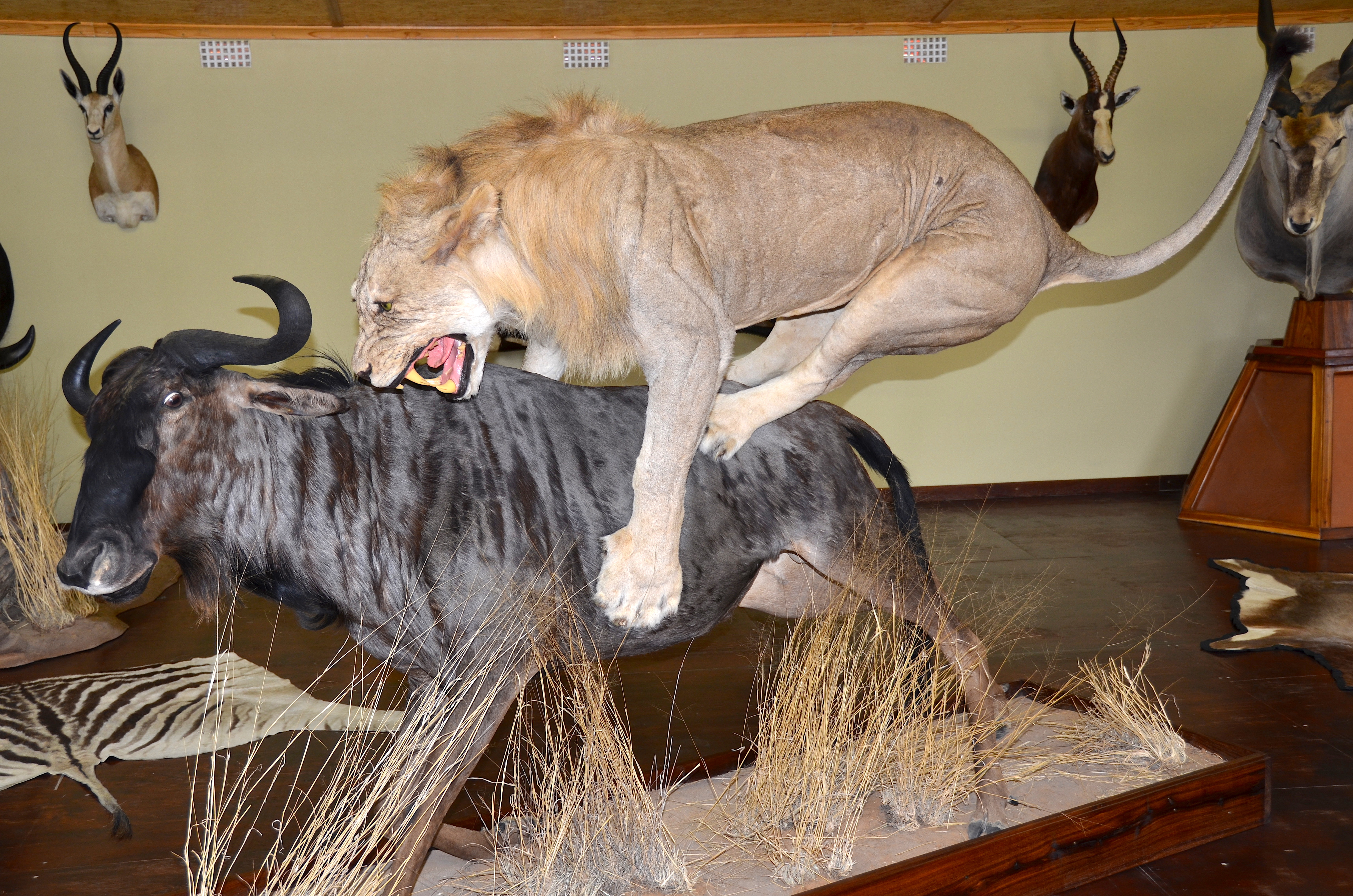
Präparierter Löwe und Streifengnu, Namibia

Gnus wurden schon immer wegen ihres Fleisches und ihrer Haut gejagt; aus den Schwänzen pflegte man Fliegenwedel herzustellen. Mit der Ankunft europäischer Kolonialisten wurden die Tiere massenhaft abgeschossen, so dass die Herden kontinuierlich kleiner wurden. Insbesondere die Bestände des Weißschwanz-Gnus gingen so frühzeitig zurück, dass die Lebensweise und vor allem die Wanderbewegungen dieser Gnu-Art nie in freier Wildbahn studiert wurde. Es überlebte dank der Initiative einiger Farmer, die die Tiere auf ihrem Land schützten.
Im Serengeti-Nationalpark haben sich die dortigen Serengeti-Weißbartgnus dank massiver Schutzbemühungen wieder stark vermehrt. Von 500.000 Tieren im Jahr 1970 stieg die Population wieder auf etwa 1,3 Millionen an. Allerdings ist es nicht in ganz Afrika so gut um die Gnus bestellt. In vielen Staaten sinken die Bestände weiterhin, so im südlichen Afrika, wo der Bestand des Streifengnus von 300.000 im Jahr 1970 auf 130.000 abfiel. Die Population des Weißbindengnus könnte sich auf etwa 70.000 bis 80.000 beziffern, während das Weißbartgnu möglicherweise nur noch rund 8000 Individuen umfasst.
Der Name Gnu ist der Sprache der Khoikhoi entnommen.

## Video
- Africa - The Serengeti IMAX (DVD) (Schwerpunkt des Films ist die Wanderung der Gnus)
- Serengeti. Dokumentarfilm von Reinhard Radke. Deutschland 2011.